# Ali Nuumbembe
Paulus Ali Nuumbembe (* 24. Juni 1978 in Oshakati, Südwestafrika; anderen Angaben nach 1974) ist ein ehemaliger namibischer Boxer der Weltergewichtsklasse (69 kg bei 1,70 m Körpergröße). Er lebte lange Zeit in Glossop, Derbyshire (England). Er ist Captain der Namibian Defence Force.
Seine größten Erfolg während seiner Karriere von 2003 bis 2010 war eine Bronzemedaille bei den Commonwealth Games 2002 in Manchester. Er war zudem namibischer Fahnenträger bei den Olympischen Sommerspielen 2000.